# Новески, Мэтт
Уильям Мэттью Новески (англ. William Matthew "Matt" Noveskey, родился 16 июня 1976 года в Эйдриане, штат Мичиган) — певец, автор песен, продюсер, гитарист и басист, наиболее известный своей работой в группах Blue October и (a+)machines.

## Юность
Новески вырос в очень музыкальной семье, в Северном Мичигане. Его дядя играл на бас-гитаре и пел в гастролирующей рок-группе, его брат играет на ударных, а его дедушка и бабушка играли на гитаре, пианино и аккордеоне. Вдохновленный примером своего дяди, в одиннадцать лет начал играть на гитаре, но затем в тринадцать переучился на бас-гитару и ещё подростком выступал в разных группах. Выбор пал на бас-гитару потому что все играли на гитарах, а группам требовались бас-гитаристы, которых было мало. Мэтт понял, что так будет проще найти работу. В то время на него сильное влияние оказали басисты James Jamerson и Larry Graham из группы Sly & the Family Stone. Его любимые музыканты: Stevie Wonder, Herbie Hancock, Pearl Jam, The Pixies, Бьорк, My Bloody Valentine и другие.
В 1994 году Мэтт окончил школу Saint Francis High School в городе Траверс. Он посещал различные колледжи в Мичигане и подрабатывал барменом, выступая по выходным в различных шоу, в том числе в составе популярной в Мичигане группы Switch. Воспользовавшись советом одного своего друга, в конце 1998 года Мэтт переехал в Техас и решил пройти прослушивание, чтобы попасть в Blue October.

## Blue October
Мэтт присоединился к группе в 1999 году после ухода Лиз Малаллай, игравшей на бас-гитаре в оригинальном составе группы. Новески играл на гитаре, бас-гитаре и исполнял партии бэк-вокала для первого выпущенного крупным лейблом альбома Blue October — Consent to Treatment. Он также создал обложку для альбома и вместе с Джастином Фёрстенфелдом написал сингл James и песню You Make Me Smile.
Новески много гастролировал с группой в поддержку альбома Consent to Treatment. Он остался в группе даже тогда, когда компания Universal Records расторгла с ними контракт, но ему пришлось уйти по личным причинам 20 октября 2002 года. Группа отменила оставшиеся концерты тура, чтобы передохнуть и найти нового басиста. Мэтт Новески принял участие в записи третьего альбома группы History for Sale, где он разделил партии бас-гитары с новым участником — Дуэйном Кэйси. Но окончательно вернулся в группу он только в 2005 году. Во время его отсутствия Blue October ни разу не исполнили You Make Me Smile, написанную Мэттом. Песня стала открывающим треком альбома 2006 года — Foiled и долгое время являлась одной из основных песен на живых выступлениях группы.
В 2010 году после ухода гитариста Си Би Хадсона из Blue October Новески временно исполнял партии гитары пока группа не нашла замену.

## Прочая деятельность
После своего ухода из Blue October Мэтт создал вторую группу совместно с техником Blue October Аланом Адамсом. В состав новой группы, (a+)machines, также входят Райан Холли и Крис Линч. Новески основной вокалист и автор песен в группе, которая выпустила пластинку из пяти треков и альбом живых выступлений. После того, как Новески и Адамс уехали на гастроли в поддержку альбома Blue October — Foiled — в творчестве (a+)machines наступило длительное затишье. Группа иногда собирается для редких выступлений, последнее состоялось в Остине, 27 октября 2018 года.
В свободное от гастролей и записи пластинок время Новески работает в качестве басиста и продюсера с другими музыкантами. В январе 2008 года он совместно с инженером и продюсером Чаком Альказиеном основал продюсерскую компанию «116». Дуэт работает с наиболее яркими и многообещающими музыкантами в современном шоу-бизнесе, в основном записываясь в Детройте и Остине. В число артистов, с которыми он работает входят I Am Dynamite, Dossey, Courrier, Dalton Rapattoni.
Мэтт также гастролирует и в одиночку, часто выступая на одной сцене с Джастином Фёрстенфелдом, Кейси Макферсоном, Джонни Гауди и многолетним партнером по написанию песен Райаном Холли. В ноябре 2007 года Новески и Холли объявили, что создают новую студийную группу, чтобы сочинять музыку для фильмов и рекламных роликов.
В 2013 году Новески вместе с коллегой по Blue October Си Би Хадсоном открыли студию звукозаписи Orb Recording Studios в Остине, Техас. В следующем году студия была признана лучшей в Остине на премии Austin Music Industry Awards.
В 2014 году Новески присоединился к группе Harvard Of The South, в которую входили товарищи по Blue October братья Джастин и Джереми Фёрстенфелд, а также Стив Шильц из Longwave. Группа выпустила мини-альбом, а также сыграла несколько концертов перед «Blue October». Был записан полноценный альбом, но так и не был выпущен. Также он играл на бас-гитаре в альбоме товарища по Blue October Райана Делахуси в его проекте The Meeting Place.
В 2019 году Новески вместе с Аланом Адамсом создали новую группу «Icarus Bell». В 2020 году начали запись дебютного альбома, в котором приняли участие Пако Эстрада, а также Райан Делахуси и Уилл Наак.
В свободное от гастролей время проживает в г. Остин, штат Техас вместе с женой Рэган и тремя детьми - дочерью Эвери Грейс и сыновьями Лиамом и Грейсоном.

## Дискография
Blue October
- Consent to Treatment (2000)
- History for Sale (2003)
- Foiled (2006)
- Teach Your Baby Well Live (2007)
- Approaching Normal (2009)
- The Ugly Side: An Acoustic Evening with Blue October (2011)
- Any Man In America (2011)
- Sway
- Things We Do At Night (Live from Texas)
- Home
- I Hope You’re Happy
- Live From Manchester
- This Is What I Live For

(a+)machines
- (a+)machines  (EP) (2004)
- Live @ Momo's (2006)

Harvard Of The South
- Miracle (EP)

The Meeting Place
- Haunt (мини-альбом The Meeting Place)

## Дискография в качестве продюсера
- Five Dollar Friend - XOXORx (Kisses, Hugs, and Prescription Drugs) (2006)
- Darby - The Clearing (2007)
- Dawn Over Zero - Catapult (2007)
- Wesley Lunsford (& The Selfless Season) - The Mixlab Demonstration (2007)
- IAMDYNAMITE - Mahoney (2008)
- Emphatic - Goodbye Girl (2009)
- Language Room - One By One (2009)
- Courrier - A Violent Flame (2010)
- Deep Ella - You. me. and the Spider (2010)
- Gravity - Gravity (2010)
- Language Room - Language Room (2010)
- Wesley Lunsford (& The Selfless Season) - The Selfless Season (2010)
- 23 Shades - A New Day to Learn (2011)
- Booth - Booth (2011)
- Brannigan - Lucky Sound (2011)
- Giants in the Earth - The Drug II (2011)
- Jesse Felder - What's Underneath (2011)
- IAMDYNAMITE - SuperMegaFantastic (2011)
- Manna - Chronic Hives (2011)
- Courrier - Love is a Fire (2012)
- Little Brave - Wild (2012)
- Moonlight Social - Heading South (2012)
- Penni - Eleven Stories Down (2012)
- Snake Skin Prison - Smokin Whiskey (2012)
- The Strive - Design the Road (2012)
- Cody Bryan Band - Wreck Me (2013)
- Edison Chair - Edison Chair (2013)
- Joshua Radin - Wax Wings (2013)
- Reed Turner - Ghosts in the Attic (2013)
- Swimming With Bears - Paw (2013)
- Tori Vasquez - Wear You Thin (2013)
- Waterloo Revival - (ep) (2013)
- Wesley Lunsford (& The Selfless Season) - Wesley Lunsford (2013)
- TheLastPlaceYouLook - TheLastPlaceYouLook (2013)
- Vinyl Pilot - A Beautiful Disaster (2013)
- KIONA - Midnight Holiday (2014)
- Quiet Company - Transgressor (2015)
- Paco Estrada - Bedtime Stories (2015)
- Tori Vasquez - [new album] (2015)
- IAMDYNAMITE - Wasa Tusa (2015)
- Reed Turner - Native Tongue (2015)
- Cody Bryan Band - Small Town Noise (2015)
- Fly Away Hero - Lost and Found (2015)
- Daryll "DMC' McDaniels - [new album] (2016)
- Cavo - Bridges (2016)
- Ivory Tribes - Jungles (2016)
- Soapbox Revolution - (ep) (2016)
- Alpha Rev - (ep) (2015)
- Nomad City - (ep) (2016)
- Jibe - Epic Tales of Human Nature (2017)
- Dalton Rapattoni - Nobody's Home (2017)
- Tje Austin - I Belong to You (2017)
- Nakayla - Queen of Hearts (2018)
- Adri Lavigne - Take Me Home (2019)
- Hold on Hollywood - Love Stories (2020)
- Big Story - BEAZT (2020)

## Интервью
- Aguilar Amplification
- Warwick Bass
- Static Noise
- Live Daily
- Marquee Magazine (недоступная ссылка)
- The Scene (недоступная ссылка)
- Northern Express
- Recoil Magazine
- SeanClaes.com
- Skope Magazine